# Matthew Beers
Matthew "Matt" Beers, né le 10 janvier 1994 à Knysna, est un coureur cycliste sud-africain. Il participe à des courses en VTT et sur route.

## Biographie
Ancien pilote de moto-cross, un accident en course lui fracture cependant un pied. Il commence le cyclisme pendant sa rééducation, puis décide de faire carrière sur le tard, à l'âge de 20 ans. 
Dans les années 2010, il se distingue en devenant l'un des meilleurs coureurs de VTT marathon de son pays. Il se lance ensuite dans le cyclisme sur route à partir de 2018. Rapidement, il se distingue en remportant deux courses par étapes du calendrier national : le Mpumalanga Tour et le Lowveld Tour.
En début d'année 2019, il s'impose de nouveau sur le Mpumalanga Tour, devant Willie Smit. Au mois d'août, il rejoint l'équipe World Tour UAE Emirates en tant que stagiaire,.

## Palmarès sur route
- 2018
  - Classement général du Mpumalanga Tour
  - Lowveld Tour	 :
    - Classement général
    - 4e étape
- 2019
  - Classement général du Mpumalanga Tour
- 2021
  - 2e du championnat d'Afrique du Sud du contre-la-montre

## Palmarès en VTT
- 2018
  - 2e du championnat d'Afrique du Sud de cross-country
- 2020
  - 2e du championnat d'Afrique du Sud de cross-country
- 2021
  -  Champion d'Afrique du Sud de cross-country marathon
- 2022
  - 2e du championnat d'Afrique du Sud de cross-country
- 2023
  -  Champion d'Afrique du Sud de cross-country marathon